# Chaperiopsis spiculata
Chaperiopsis spiculata is een mosdiertjessoort uit de familie van de Chaperiidae. De wetenschappelijke naam van de soort is voor het eerst geldig gepubliceerd in 1949 door Uttley.